# Tây Sa, Tam Sa
Quận Tây Sa (tiếng Trung: 西沙区; bính âm: Xīshā qū; Hán Việt: Tây Sa khu) là một quận của thành phố cấp địa khu Tam Sa, tỉnh Hải Nam, Trung Quốc. Quận này được thành lập vào ngày 18 tháng 4 năm 2020 với địa phận bao gồm quần đảo Tây Sa (cách Trung Quốc gọi quần đảo Hoàng Sa) và quần đảo Trung Sa (cách Trung Quốc gọi bãi ngầm Macclesfield, bãi cạn Scarborough và một số thực thể địa lý lân cận khác).